# Трагедия в ночном клубе Ист-Лондона
26 июня 2022 года 21 человек погиб во время празднования в клубе Enyobeni Tavern, шебине в Ист-Лондоне (Восточно-Капская провинция, ЮАР). Ещё четыре человека получили ранения. По состоянию на четыре дня после инцидента официальные причины смерти не были обнародованы.

## Предыстория
Enyobeni Tavern представляет собой двухэтажное здание, расположенное в парке Сценери Ист-Лондона, среди густонаселённого жилого массива. На заведение от местных жителей поступали жалобы из-за работы допоздна и шума. Хотя разрешённый возраст употребления алкоголя в Южной Африке составляет восемнадцать лет, по сообщениям, в таверне подавали алкоголь несовершеннолетним.
Рекламный пост в Facebook о вечеринке выходного дня в таверне привлек внимание СМИ после инцидента, поскольку он завершился фразой kuzofiwa, что в контексте вечеринки является сленговым выражением «Это будет прекрасное время». Однако его дословный перевод на ишикоса звучит как: «Грядет смерть».

## Инцидент
Во время празднования hlanjwa iphepha («ручки вниз»), традиции в Южной Африке, когда отмечают окончание школьных экзаменов, 26 июня 2022 года в таверне якобы произошла давка. Владелец бара Сияхангела Нгеву, который отсутствовал в это время, заявил, что около часа ночи ему позвонили из службы безопасности и сообщили о людях, пытающихся прорваться через ворота за территорию заведения. Менеджер по развлечениям, сказал, что им не хватает сотрудников, чтобы справиться с переполненностью, и что некоторые посетители пытались проникнуть внутрь. Он стал свидетелем падения людей, в то время как вышибалы не смогли контролировать толпу, и заявил, что связался с владельцем, обнаружив, что люди мертвы. Видеозаписи до трагедии показывают, что заведение было заполнено молодыми людьми, многие из которых выглядели несовершеннолетними.
17-летний посетитель рассказал Al Jazeera, что, когда место стало переполнено, служба безопасности приказала людям уйти, но безрезультатно. Посетитель заявил, что охранник закрыл двери и распылил химикат на толпу. Свидетель сказал, что люди не могли дышать и что «мы долго задыхались и толкали друг друга, но это было бесполезно, потому что некоторые умирали». Сообщается, что вещество «пахло газом».
Другой 17-летний подросток рассказал: «Нам сказали прийти в чёрном и белом. Это был день рождения диджея. Пока мы сидели внутри около 12:00, кто-то брызнул перцовым баллончиком, и мы выбежали. Мы не видели, кто распылил перцовый баллончик, но нам сказали, что это был владелец, и он хотел, чтобы мы ушли. Мы вышли и пошли в другое заведение. Когда мы вернулись снова, дверь была заперта, и вышибала не пустил нас, потому что внутри уже было переполнено». 19-летняя девушка рассказала Agence France-Presse: «Мы пытались пройти сквозь толпу, крича „пожалуйста, пропустите нас“», а другие кричали: «мы умираем, ребята», «мы задыхаемся» и «здесь люди, которым нечем дышать». Затем она потеряла сознание, поскольку «в воздухе был сильный запах какого-то аэрозоля. Мы думали, что это перцовый баллончик».
В 4:00 позвонил свидетель и сообщил, что в клубе погибло несколько человек. Семнадцать жертв, самой младшей из которых 13 лет, были найдены на танцполе, а также на стульях, диванах и столах, без явных признаков травм. Двое пострадавших скончались в местной клинике, ещё двое скончались во время или после эвакуации в больницу.

## Жертвы
В результате трагедии погибли девять девочек и двенадцать мальчиков в возрасте от 13 до 17 лет. После вызова службы экстренной помощи четыре человека были доставлены в больницу. По состоянию на 26 июня причина смерти и травм оставалась неясна, было начато расследование. Родителей попросили опознать детей в морге. Министр полиции Селе со слезами на глазах сказала: «Это катастрофа. Двадцать один. Слишком много».
По состоянию на 27 июня четыре человека госпитализированы в критическом состоянии. Других выживших лечили от болей в спине, стеснения в груди, рвоты и головных болей. Чиновники призвали родителей выживших отвезти их в больницу для медицинского осмотра.

## Расследование
Сразу после инцидента было начато расследование возможных причин смерти. Образцы тканей погибших были доставлены в токсикологические лаборатории Кейптауна для анализа. Полицейская служба Южной Африки опубликовала заявление по поводу инцидента и заявила, что они будут использовать «максимальные ресурсы» для расследования, а также заявили, что общественность не должна спекулировать на причинах трагедии. Полицейская машина RG-12 (Ньяла : тип бронированного автомобиля) и несколько офицеров находились на месте происшествия в течение нескольких дней после инцидента, чтобы предотвратить вмешательство.
Сотрудник службы безопасности провинции сказал, что, поскольку «видимых ран не было», причиной смерти, вероятно, не была давка. Унати Бинкос, представитель департамента общественной безопасности провинции Восточный Кейп, заявил, что они полностью исключают давку и что наиболее вероятной причиной смерти было отравление. Бинкос указал на кадры с камер видеонаблюдения, на которых видны кальянные трубки. Везиве Тикана-Гксотиве, глава отдела общественной безопасности Восточного Кейпа, исключил давку, потому что «когда мы прибыли на место происшествия, к нам подошли трое молодых людей, и по дороге они потеряли сознание. Один из них скончался по пути в больницу. Это означает, что то, что они употребили, осталось в их телах». Представитель полиции Восточной Капской провинции сказал, что причиной стало что-то проглоченное или вдохнутое.
29 июня в новостях сообщалось, что следователи подозревают отравление угарным газом из бензинового генератора, который работал в клубе после отключения электроэнергии в этом районе. Хотя вскрытие ещё не завершено, Соломон Зонди, главный врач местного морга, сказал, что на телах были обнаружены признаки «химической асфиксии». Однако другой сотрудник службы судебно-медицинской экспертизы сказал: «Маловероятно, что причиной смерти стали выхлопные газы генератора. Но мы все ещё ждем результатов токсикологии».

## Юридический аспект
Совет по спиртным напиткам Восточного Кейптауна (ECLB) заявил, что выдвинет уголовные обвинения против владельца клуба Enyobeni и отзовет лицензию на продажу спиртных напитков. Генеральный директор правления Номбуисело Макала заявил, что владелец грубо нарушил Закон о спиртных напитках, подавая алкоголь несовершеннолетним.

## Последствия
Филиал Южноафриканской национальной гражданской организации (SANCO) в городе Буффало и филиал АНК в Пейзажном парке провели собрание 28 июня 2022 года, после которого они провели ночное бдение перед клубом, молясь за умерших, а также за пострадавших. Столичный муниципалитет Буффало-Сити заявил, что оплатит похороны, а местная похоронная компания Avbob пообещала пожертвовать гробы, транспорт и помощь в погребении.
29 июня правительство заявило, что вскрытие всех жертв завершено и что образцы были отправлены в лабораторию Западной Капской провинции для дальнейшего исследования. Массовые похороны погибших запланированы на 6 июля.
30 июня полиция разрешила владельцу клуба и его жене пройти в бар, и они наполнили выпечку алкоголем прямо из помещения. Владелец также разрешил войти в клуб представителям СМИ, которые сообщили, что в VIP-зоне на втором этаже они видели воздушные шары с надписью «С днем рождения» и сломанные стулья по всему полу. В тот же день методистская церковь Scenery Park отслужила молебен возле здания и призвала правоохранительные органы дать ответы о том, что стало причиной катастрофы, чтобы семьи жертв могли получить какое-то заключение.

## Реакция
Президент ЮАР Сирил Рамафоса выразил соболезнования пострадавшим в результате трагедии. Нгеву, который не присутствовал при гибели людей, извинился и призвал к спокойствию. Нгеву заявил, что он «сочувствует людям, потерявшим своих близких», и что «это не входило в мои намерения».
Национальное агентство по развитию молодежи (NYDA) задалось вопросом, извлекла ли страна что-нибудь из катастрофы в ночном клубе Throb в Чатсуорте в 2000 году, в результате которой погибли 13 детей. NYDA заявило, что в то время люди задавались вопросом, что несовершеннолетние дети делали в ночном клубе, и теперь, более двадцати лет спустя, страна сталкивается с такой же трагедией с несовершеннолетними детьми в ночном клубе, что демонстрирует «отсутствие прогресса в нашей стране». NYDA призвало к быстрому и прозрачному расследованию и призвало родителей сотрудничать с правоохранительными органами и сообщать о таких действиях несовершеннолетних.
SANCO призвала правительство объявить Scenery Park зоной бедствия. Региональный казначей Буффало-Сити Номтунзи Мбико сказал, что ранее поступали жалобы на клуб: «Мы много раз посещали полицейский участок в парке Сценери, жалуясь на заведение и ECLB. Полиция и ECLB также должны объяснить нам, как [они выдали] владельцу лицензию и кто подписал документы».
Ассоциация обеспокоенных торговцев спиртными напитками Тшване призвала принять меры против употребления алкоголя несовершеннолетними и рекомендовала увеличить разрешенный возраст употребления алкоголя с 18 до 21 года.